# Agustín Pedro Justo
Agustín Pedro Justo Rolón (ur. 26 lutego 1876 w Concepción del Uruguay, zm. 11 stycznia 1943 w Buenos Aires) – argentyński wojskowy, polityk i dyplomata, od 20 lutego 1932 do 20 lutego 1938 prezydent Argentyny.
Studiował na uczelni wojskowej, po jej ukończeniu (w latach 1903-1930) pracował jako wykładowca przedmiotów wojskowych, matematyki i budownictwa na uczelniach wojskowych i cywilnych w pobliżu Buenos Aires. Doszedł do stopnia generała. W rządzie Marcela Torcuato de Alveara pełnił funkcję ministra wojny. Po zamachu stanu w 1930 roku został naczelnym dowódcą sił zbrojnych, a stanowisko prezydenta objął José Félix Uriburu. Zorganizował on wybory prezydenckie w 1931 roku, chcąc wzmocnić władzę wojskowej oligarchii, a następnie wycofał się z kandydowania na rzecz popularniejszego wśród wojskowych Augiustina Justo.  
Objął rządy w momencie, kiedy Argentyna była osłabiona ekonomicznie na skutek wielkiego kryzysu oraz rewolucji. Justo przeprowadził znaczne reformy polityczne i gospodarcze, m.in. zrestrukturyzował system monetarny, ustanowił agencje kontrolujące eksport, a także doprowadził do podpisania kontrowersyjnej umowy handlowej z Wielką Brytanią (Traktat Roca-Runciman od nazwisk sygnatariuszy: wiceprezydenta Argentyny Julia Argentino Pascuala Roca i przewodniczącego Board of Trade, Waltera Runcimana. 
W czasie II wojny światowej sprzeciwiał się polityce neutralności preferowanej przez ówczesnego prezydenta Ramóna Castillo